# A Pittsburgh Millionaire
A Pittsburgh Millionaire è un cortometraggio muto del 1911 scritto e diretto da Horace Vinton. Prodotto dalla American Film Manufacturing Company, il film aveva come interpreti J. Warren Kerrigan, Dot Farley, Adrienne Kroell.

## Trama
La rapida scalata di Philip Nash, ex operaio a manager generale di una grande acciaieria, lo porta dapprima a un destino felice fin dal matrimonio con il suo amore d'infanzia. Ma la sua nuova posizione lo induce a cambiare vita e a diventare l'amante di una famosa cantante d'opera, una relazione che potrebbe rovinarlo completamente.

## Produzione
Il film fu prodotto dall'American Film Manufacturing Company.

## Distribuzione
Distribuito dalla Motion Picture Distributors and Sales Company, il film - un cortometraggio in una bobina - uscì nelle sale cinematografiche degli Stati Uniti il 6 febbraio 1911.